# Hubert Baumgartner
Hubert Baumgartner (Wolfsberg, 1955. február 25. –) válogatott osztrák labdarúgó, kapus, edző.

## Pályafutása

### Klubcsapatban
1963-74-ben az Alpine Donawitz labdarúgója volt. 1974 és 1979 között az Austria Wien csapatában védett és három bajnoki címet és egy osztrák kupa győzelmet szerzett az együttessel. 1979 és 1982 között a spanyol Recreativo de Huelva, 1982 és 1987 között az Admira Wacker, 1987 és 1989 között a VSE St. Pölten játékosa volt.

### A válogatottban
1978-ban egy alkalommal szerepelt az osztrák válogatottban. Tagja volt az 1978-as argentínai világbajnokságon részt vevő csapatnak.

### Edzőként
1990 és 1993 között a VSE St. Pölten, 1993-94-ben a Rapid Wien, 1995-96-ban ismét a St. Pölten, 1997-ben az FC Linz vezetőedzője volt.

## Sikerei, díjai
Austria Wien
- Osztrák bajnokság
  - bajnok (3): 1975–76, 1977–78, 1978–79
- Osztrák kupa
  - győztes: 1977
- Kupagyőztesek Európa-kupája (KEK)
  - döntős: 1977–78